# Za wcześnie (film)
Za wcześnie (ang. Premature) – amerykański melodramat z 2019 roku w reżyserii  Rashaada Ernesto Greena, wyprodukowany przez IFC Films.
Premiera filmu odbyła się 27 stycznia 2019 podczas Sundance Film Festival. Trzynaście miesięcy później, film pojawił się 21 lutego 2020 w serwisie VOD.

## Fabuła
Film opisuje historię siedemnastoletniej Ayanny, która jest na progu dorosłego życia. Dziewczyna nawiązuje płomienny romans z Isaiahem, starszym od niej producentem muzycznym. Szybko w ich relacji pojawiają się obsesyjna zazdrość i nieufność. Toksyczny związek jest dla dorastającej dziewczyny szkołą życia.

## Obsada
- Zora Howard jako Ayanna[4]
- Joshua Boone jako Isaiah[4]
- Michelle Wilson jako Sarita[4]
- Alexis Marie Wint jako Tenita[4]
- Imani Lewis jako Shonte[4]
- Tashiana Washington jako Jamila[4]

## Odbiór

### Krytyka
Film Za wcześnie spotkał się z pozytywną reakcją krytyków. W serwisie Rotten Tomatoes 92% z pięćdziesięciu recenzji filmu jest pozytywne (średnia ocen wyniosła 7,70 na 10). Na portalu Metacritic średnia ocen z 13 recenzji wyniosła 81 punktów na 100.